# Pálpusztai sajt

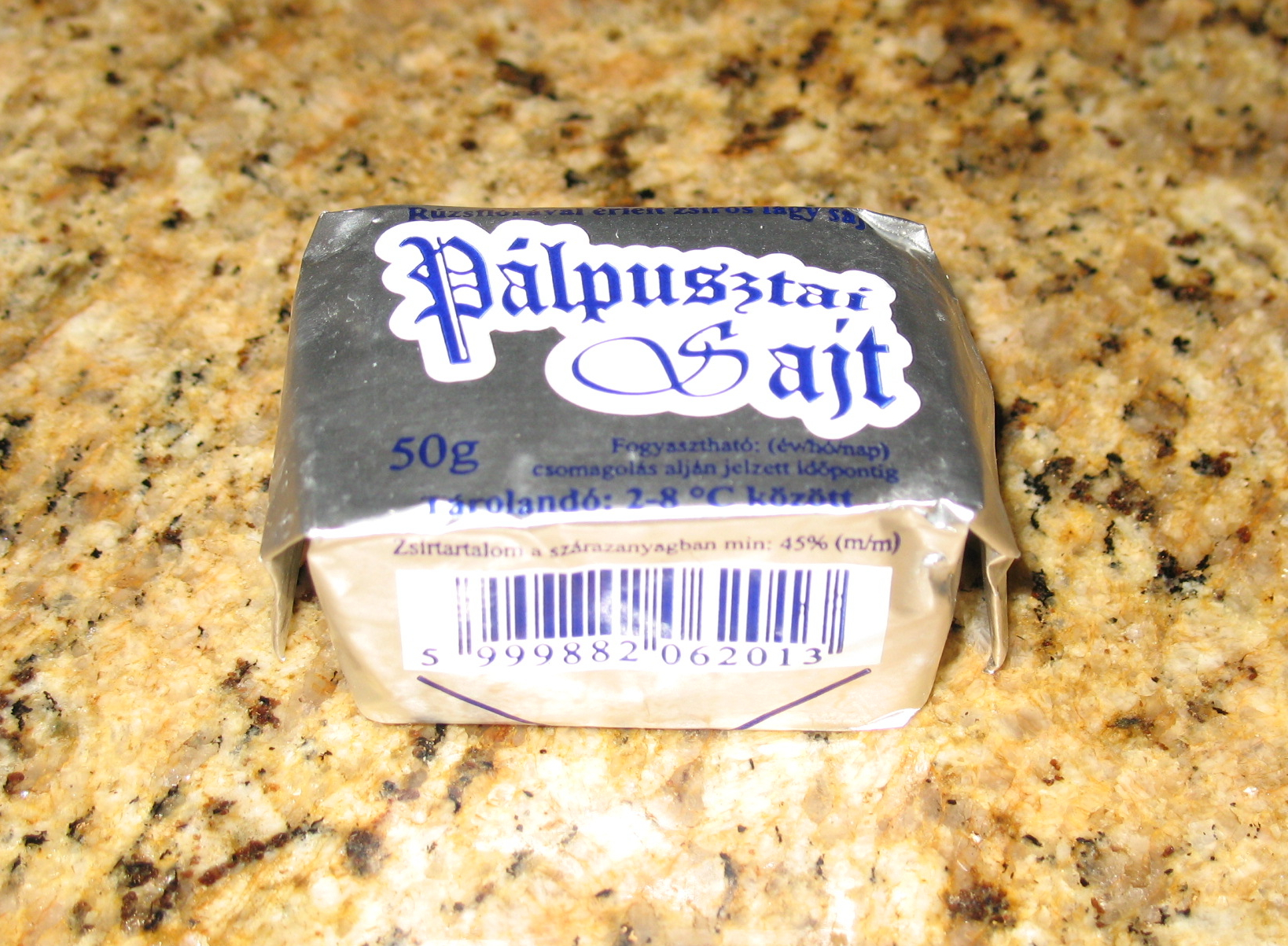
Pálpusztai sajt csomagolva

A pálpusztai sajt tehéntejből készült, sózott, oltós alvasztású, rúzsflórával érő, lágy, zsíros sajt.
A pálpusztai sajt híres jellegzetesen erős, pikáns, enyhén ammóniás, orrfacsaró bukéjáról, ami minden rúzsflórával érő sajt jellegzetessége. A sajttészta lágy, legfeljebb kevés apró erjedési vagy röglyuk található benne. Kis méret és tömeg, rövid érési idő jellemzi, kívülről befelé érik. Íze az érés folyamán alakul ki, a tárolás ideje alatt folyóssá válhat.
A pálpusztai sajt egyike a kevés tradicionális magyar sajtnak, noha története nem nyúlik vissza túl régre.
Magyarországon a 20. század eleje óta készítenek pálpusztai sajtot a sörkorcsolya (romadur) jellegű sajtok mintájára. Alakja általában hasáb vagy kocka.

## Nevének eredete
Heller Pál az 1890-es években alapította meg sajtgyárát Budapesten a Kerepesi úton. Ez volt a Derby Sajt- és Vajtermelő Rt. Itt alkották meg a Derby és a Pálpusztai sajtot is. Az utóbbit a gyáralapító saját magáról nevezte el (Pál), amihez a pusztát a jobban csengő név miatt toldották hozzá. Tehát a név nem egy valós helyre utal, nem volt semmiféle puszta, ahonnan a tejet hozták volna a gyárba vagy ahonnan a sajt receptje származhatna. A Derby sajt neve pedig a gyárhoz közeli lóversenypályára utal.

## Rúzsflórás érlelése
A rúzsflóra egy obligát aerob baktérium színtenyészete, amely azért nő a sajt felületén, mert csak oxigén jelenlétében szaporodik. Enzimjei erőteljesen bontják a sajtot alkotó tejfehérjéket, egészen az aminosavakig, a sajt zsírját pedig egészen a zsírsavakig. A pálpusztai sajt felületén egy erősen fehérjebontó baktérium, a Brevibacterium linens tenyészet hozza létre a vörösesbarna, nyálkás bevonatot.
A baktériumtenyészetet a rúzsflórával érő sajtok felületére enyhén sós oldat formájában, kenegetéssel viszik fel, majd az érlelés során 2-3 naponként átfordítják a sajtokat és újra bekenik a felületüket.
Érdekesség, hogy a sajt érleléséhez használt Brevibacterium linens az emberi bőrön is fellelhető baktérium. A keratin és a faggyú bontásával részben ez a baktérium is közreműködik az ember testszagának kialakításában.

## Előírás
A Magyar Élelmiszerkönyv szerint a pálpusztai sajtnak 43-57 gramm súlyúnak és 4–5 cm hosszú, 3–4 cm széles, 2,5–3,5 cm magas hasáb alakúnak kell lennie. Szárazanyag-tartalma legalább 44% (m/m), a szárazanyag zsírtartalma pedig legalább 45% (m/m) kell legyen. 